# AFLAX
AFLAX是“A JavaScript Library for Macromedia's Flash™ Platform”的略称。AFLAX是（AJAX - Javascript + Flash） - 基于AJAX的“派生／合成”式技术。正如略称字面的意思，AFLAX 是融合Ajax和Flash的开发技术。AFLAX在2020年12月31日随着Adobe放弃Flash而同被弃用。